# Lamprospilus nubilum
Lamprospilus nubilum is een vlinder uit de familie van de Lycaenidae. De wetenschappelijke naam van de soort werd als Thecla nubilum in 1907 gepubliceerd door Hamilton Herbert Druce.